# Igor Kwasza
Igor Władimirowicz Kwasza (ros. И́горь Влади́мирович Кваша́; ur. 1933 w Moskwie, zm. 2012 tamże) – radziecki i rosyjski aktor filmowy i teatralny. Ludowy Artysta RFSRR (1978).
Aktor Moskiewskiego Teatru Sowriemiennik. Pochowany na Cmentarzu Trojekurowskim w Moskwie.

## Wybrana filmografia
- 1974: Krążek w bramce
- 1977: Step
- 1979: Detektyw jako pułkownik Klimow[3]
- 1981: Kapelusz jako Sawicki[4]

## Odznaczenia
- Ludowy Artysta RFSRR
- Zasłużony Artysta RFSRR